# Het Laatste Avondmaal (Jacoba Haas)
Het Laatste Avondmaal is een schilderij uit 1993/1994, gemaakt door Jacoba Haas.

## Achtergrond
Jacoba Haas (1946-2018) was een Amsterdamse kunstschilderes die deel uitmaakte van een Nederlands surrealistisch genootschap dat in de jaren 1975 tot ca. 2005 regelmatig bijeenkwam in Amsterdam. Naar aanleiding van deze bijeenkomsten schilderde Jacoba Haas in 1993 haar groepsportret Het Laatste Avondmaal dat zij in 1994 voltooide. Weergegeven zijn de "Nederlandse Surrealisten", de dichter Louis Th. Lehmann (1920-2012), kunstenaar Louis Wijmans (1905-1994), een anonieme figuur, kunstenaar Joop Moesman (1909-1988), Jacoba Haas zelf (1946-2018), kunstenaar Willem Wagenaar (1907-1999), batafysicus Bastiaan van der Velden, Moesman-kenner en kunstenaar Her de Vries, kunstenaar Rogier Otto, kunstenaar Hendrik Beekman, en filmer en fotograaf Emiel van Moerkerken (1916-1995). Het Laatste Avondmaal is voor het eerst tentoongesteld bij de opening van de surrealistische galerie Kabinet Beekman in Marrum in 1994.
Op het surrealistische groepportret heeft Jacoba Haas, als enige vrouwelijke kunstenaar in het gezelschap, zich centraal afgebeeld met een dienblad in haar handen. Op het dienblad geeft bestek de tijd aan. Zij duidde dit aan als het verslonden uur. In het midden van het doek balanceert een oog op een koord. Een veelgebruikt symbool in het surrealisme voor een venster naar de ziel. Op de achtergrond in de buitenlucht biedt Eva Adam niet een appel aan, maar verleid Adam, Eva met een glas wijn. Jacoba Haas schreef onder andere over het doek: "Het Laatste Avondmaal, dat is over de realiteit heen, dat is de schilderes geschilderd, dat is het heden van toen. Geen zelfportretten behalve één, de onzichtbaarheden in de koppen naar boven gebracht en getoond." Het Laatste avondmaal is voor het eerst tentoongesteld bij de opening van de surrealistische galerie Kabinet Beekman in Marrum in 1994. Het Laatste avondmaal werd in 1995 tentoongesteld in Hotel de Wereld, Wageningen op de tentoonstelling getiteld Surrealisme. In 1997 werd Het Laatste avondmaal nogmaals tentoongesteld in Marrum. In de periode februari - augustus 2020 figureerde Het Laatste avondmaal als het openingsschilderij van de surrealistische overzichtstentoonstelling De Tranen van Eros in het Centraal Museum te Utrecht. Het door Jacoba Haas geschilderde groepsportret van het Utrechts surrealistisch genootschap fungeerde in deze tentoonstelling als tegenhanger van het groepsportret van Max Ernst Au rendez-vous des amis (1922).